# Бібліотека Вільнюського університету

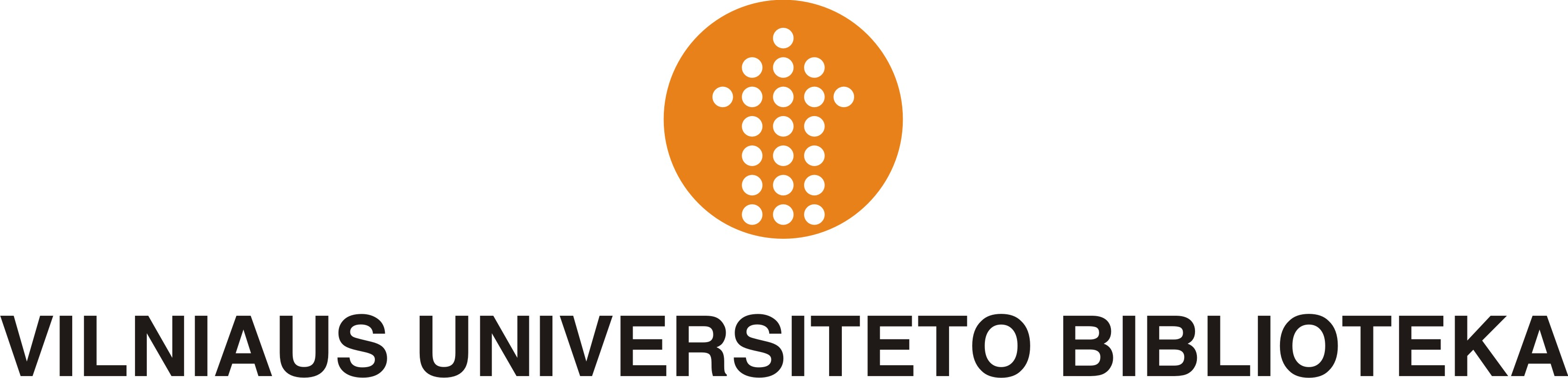
Логотип Бібліотеки Вільнюського університету

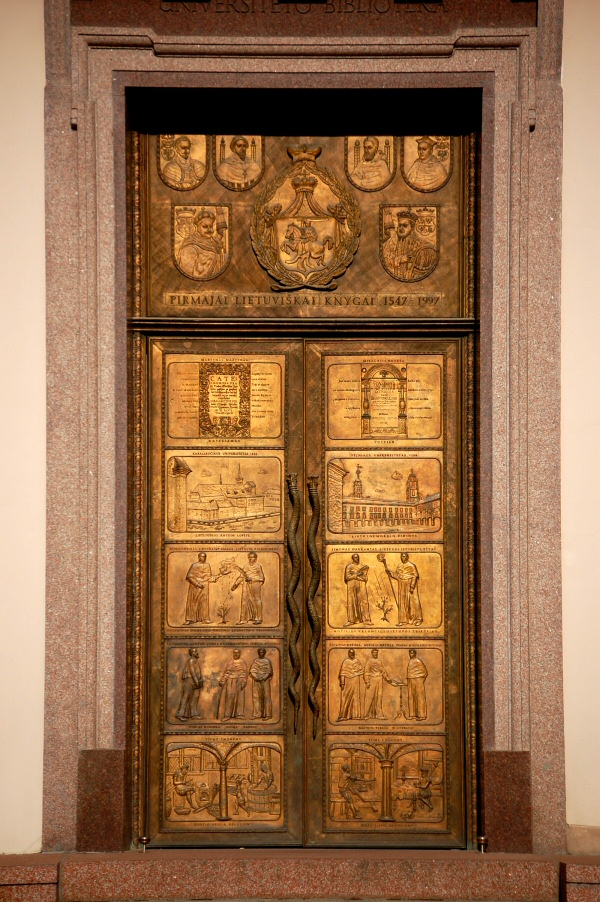
Парадні двері-пам'ятник бібліотеки

Бібліотека Вільнюського університету (лит. Vilniaus universiteto biblioteka) — універсальна публічна наукова бібліотека Литви державного значення; найстаріша бібліотека і одна з найбільших в країні. Депозитарій ООН з 1965 року (отримує і зберігає документи ООН та її організацій і підрозділів, таких, як ЮНЕСКО, МАГАТЕ та інші); понад 340 000 видань (1998). Розташовується в Вільнюс і в ансамблі Вільнюського університету. Щорічно 16 тисячам читачів видається понад млн видань (1998). Приріст фондів у кінці XX століття становив майже 130 000 примірників на рік. Підтримує зв'язки з 380 бібліотеками та науковими установами з 55 країн (1998). Електронний каталог з 1993 року, перший в балтійських країнах.

## Історія

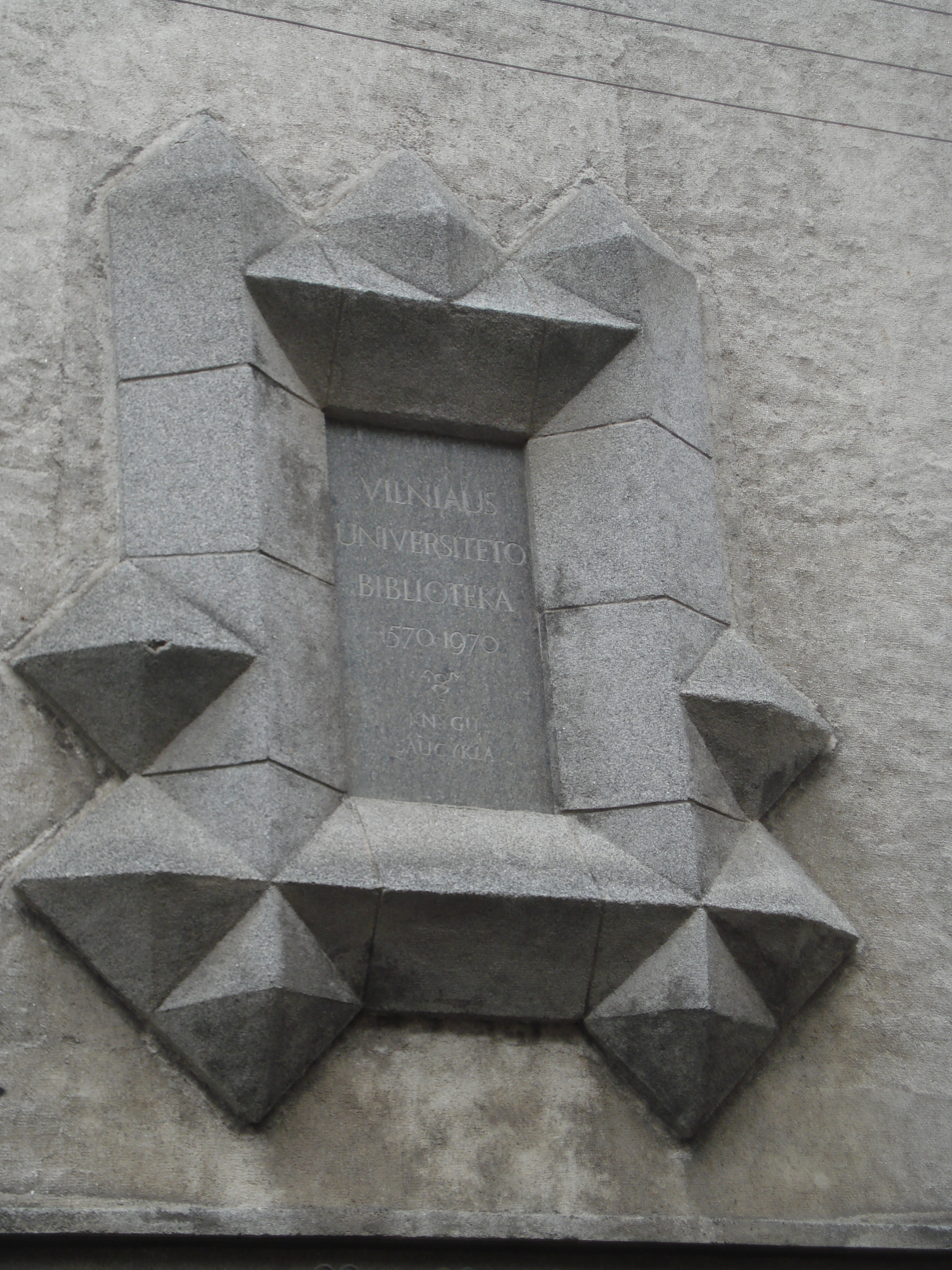
Меморіальна плита в пам'ять 400-річчя бібліотеки (1970)

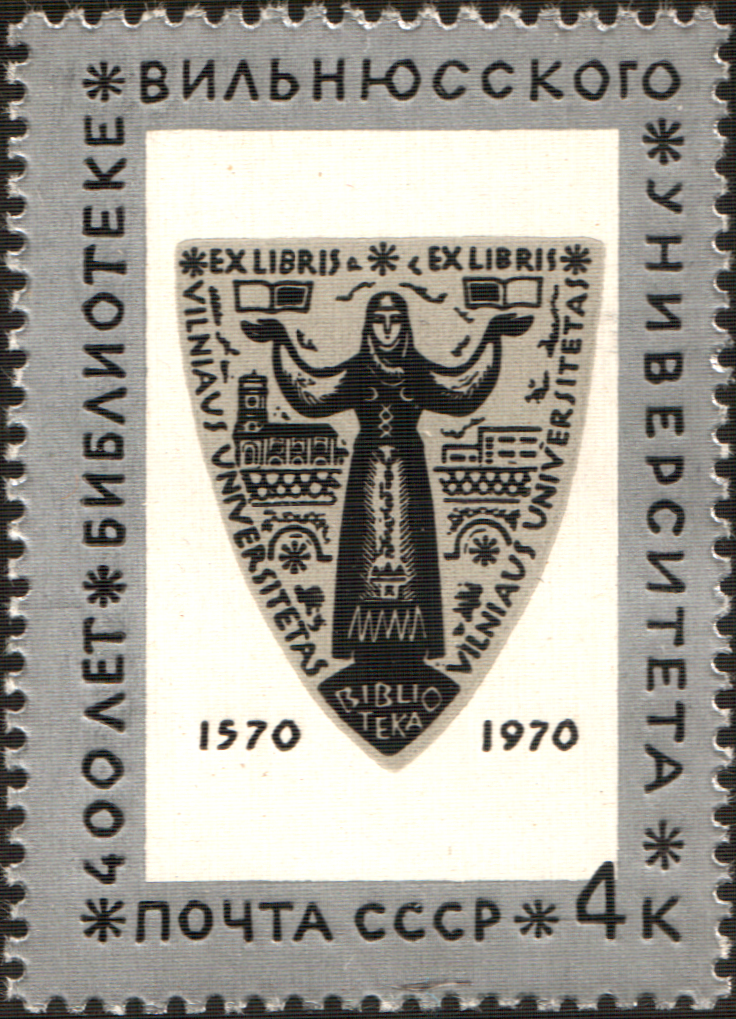
Поштова марка СРСР із зображенням екслібрису, випущена до 400-річчя бібліотеки Вільнюського університету

Заснована як бібліотека заснованої влітку 1570 року єзуїтської колегії. Основу склали зібрання книг великого князя литовського і короля польського Сигізмунда Августа і віленського єпископа суфрагана Георгія Альбінія. З перетворенням колегії в Академію і університет віленський товариства Ісуса бібліотека стала бібліотекою університету. Кілька тисяч книг дісталися бібліотеці за заповітом єпископа Валер'яна Протасевича, який помер в 1580 році (за іншими відомостями в 1579 році). За двісті років управління єзуїтами бібліотекою її зібрання зросло з 4,5 тисяч томів в 1579 році до 11 тисяч в 1773 році.
Після Другої світової війни носила назву  Наукової бібліотеки Вільнюського державного університету імені В. Капсукаса .

## Фонд
Зібрання в 1985 році налічувало 4,5 млн одиниць зберігання; на 1 січня 2007 року — 5 408 771 одиниць зберігання 2 015 025 назв, серед них 173 556 одиниць старих і рідкісних книг, в тому числі єдиний в Литві екземпляр один з двох відомих екземплярів першої литовської книги («Катехізис» Мартінаса Мажвідаса), 315 інкунабул, 5 337 примірників XVI століття, в тому числі 1 650 Палеотипів — видань 1501–1550 років, а також 259 711 рукописів. На 1 січня 2008 фонд бібліотеки становили 5 455 545 документів.
Найдавніший документ, що зберігається в бібліотеці, — акт про дарування землі 1209 року. Найстарша рукописна книга — "Psalterium Mariae", ілюстрований збірник текстів і гімнів, присвячених Діві Марії, на латинській мові (пергамент, XIV століття). Найстаріша друкована книга в бібліотеці — інкунабула "Opus de universo" Рабана Мавра (Страсбург, 1467).
У зборах бібліотеки зберігаються історично сформовані колекції:
- Bibliotheca Academiae Vilnensis (18 тис.) — Книги старого Віленського університету, в більшості вивезені в Росію після закриття університету (1832) і повернуті в другій половині XX століття.
- Бібліотека Медичного суспільства (21 тис.), який діяв у Вільнюсі в 1805–1914 і 1920—1939 роках.
- Колекція Йоахіма Лелевеля (4 800) — особиста бібліотека професора Й. Лелевеля.

Відділ літуаністики і рукописний відділ містить кілька окремих зібрань, сформованих відомими вченими та письменниками і переданими бібліотеці.

## Структура
У бібліотеці кілька відділів і 21 читальний зал; їй же належать 15 бібліотек факультетів Вільнюського університету, а також Кабінет графіки, Музей науки, Меморіальний музей Адама Міцкевича.

## Читальні зали
У більшості читальних залів частина фондів бібліотеки знаходиться у вільному доступі, зали обладнані комп'ютерами і копіювальними апаратами; діє бездротовий інтернет. До історичних залів бібліотеки відносяться зали Франциска Смуглевича, Йоахіма Лелевеля, загальний і професорський читальні зали, Білий зал.

### Зал Франциска Смуглевича

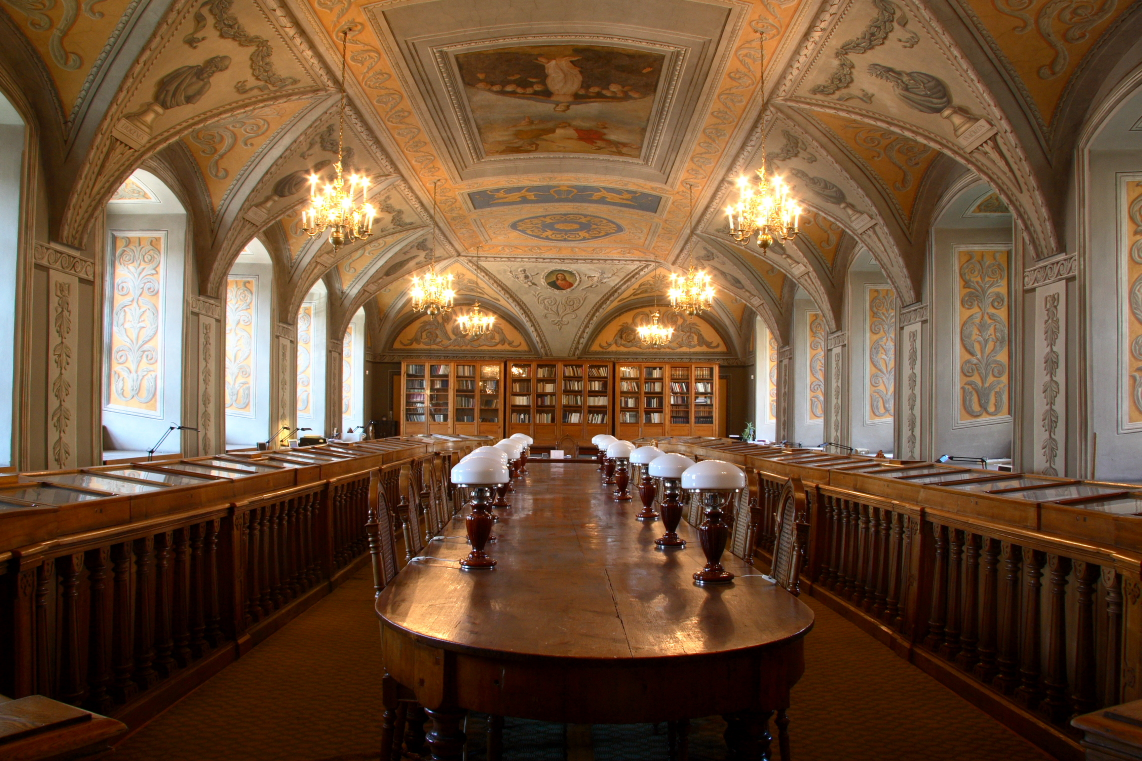
Зал Франциска Смуглевича

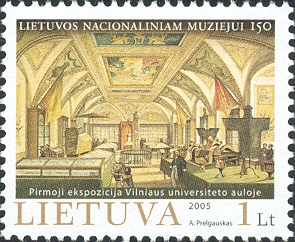
Аула Віленського університету на марці Литви 2005 року

Найстаріший з існуючих нині залів бібліотеки розташовується на першому поверсі і вікнами виходить на двір Бібліотеки і двір Сарбевія. Він носить ім'я творця його декору — видатного представника класицизму в живопису Литви і першого професора живопису Віленського університету Франциска Смуглевича. Зал споруджений на початку XVII століття і до кінця XVIII століття служив їдальнею (рефлекторій) академії та університету Товариства Ісуса. Циліндричні склепіння з люнетами датуються початком XVII століття.
Особлива цінність залу полягає в тому, що його розпис є єдиним зразком поліхромії Смуглевича в Литві. Смуглевич зайнявся роботами з оновлення декору залу в 1802 рік, коли приміщення було вирішено відвести під бібліотеку і аудиторію для публічних лекцій. Художник на рівні опорних частин склепінь зобразив дванадцять бюстів знаменитих античних поетів і мислителів. На склепіннях поміщалися три картини олією Смуглевича, що зображували Мінерву, Славу, Працю і Старанність, що віддають почесті вченим. Вільні поверхні склепінь і стін були заповнені орнаментом з античними мотивами. Роботи по оздобленню приміщення виконував брат живописця Антоній Смуглевич, декоратор віленського театру.
Уже в 1804 році в оновленому залі відбулося урочисте засідання у зв'язку з початком навчального року. За ректора Єроніма Стройновського зал був перетворений в аулу імператорського Віленського університету.

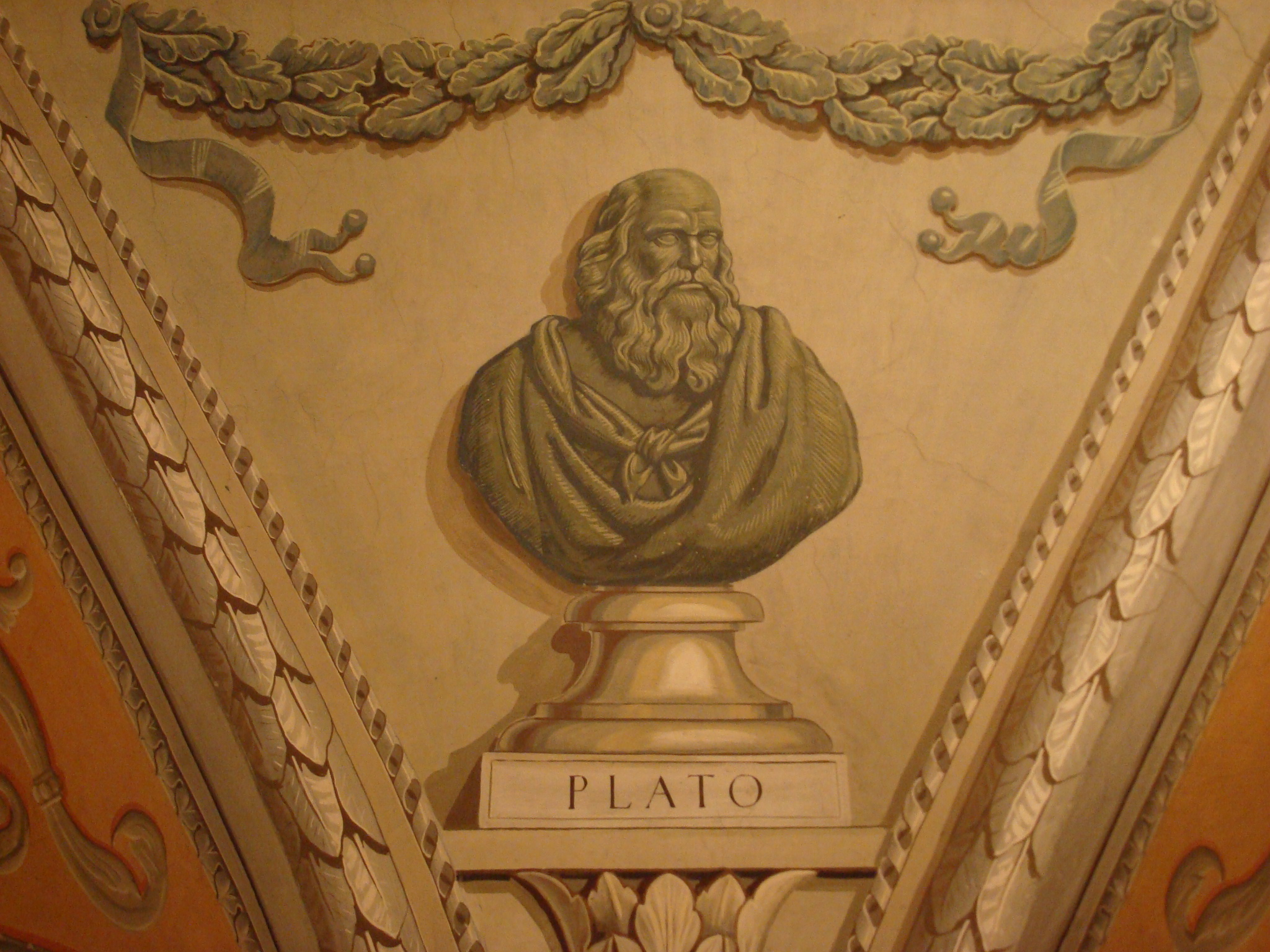
Зображення бюста Платона

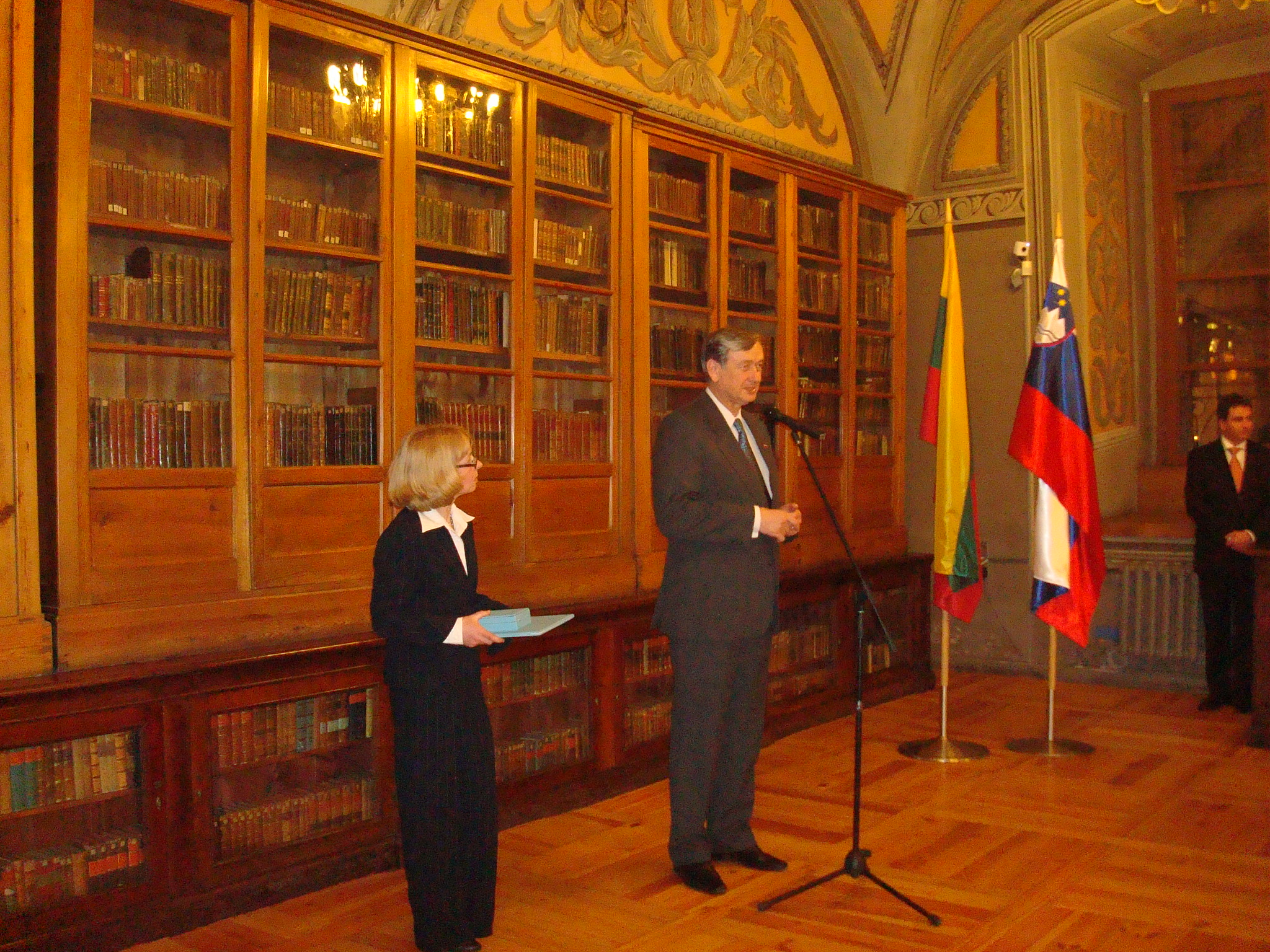
Данило Тюрк в залі Смуглевича

Після ліквідації університету (1832) зал перейшов у відання Медико-хірургічної академії. Із ліквідацією академії (1842) зал зрідка використовувався для публічних зібрань. Утворена в 1855 році Віленська археологічна комісія отримала це приміщення (і два інших зали над ним на другому і третьому поверхах) і розмістила в залі Музей старожитностей. В 1865 зал і частина музейних колекцій було відведено під Віленську публічну бібліотеку. Художник В. В. Грязнов в 1867 році замінив класицистичний розпис орнаментом в псевдовізантійському стилі; картини Смуглевича зі склепінь були зняті.
В 1929 році колишній декор залу відновив Єжи Хоппен. Від бюстів філософів і поетів античності на стінах збереглися тільки п'єдестали; портрети, написані олією на полотні і прибиті цвяхами, зникли. При відновленні Хоппен помилково підписав зображення Демокріта на південній стіні ім'ям Аристотеля. На місці зниклих картин Смуглевича була виявлена фреска XVIII століття із зображенням діви Марії, яка осіняє плащем вчених мужів академії та університету Товариства Ісуса. Вона була відновлена художником К. Квятковським.
При реставрації 1929 року в залі було повішено вісім світильників початку XX століття. Меблі залу являють собою рідкісний в Литві зразок спеціальних меблів другої половини XIX століття. В 1979 році при підготовці до ювілею 400-річчя Вільнюського університету був укладений паркет. В 2008 році були проведені роботи по заміні електрообладнання, що не мінялося з 1929 року, по оновленню паркету і реставрації частини меблів.
В даний час зал використовується відділом рідкісних видань і його читачами; у вітринах залу розміщуються унікальні експозиції з колекцій відділу рідкісних видань. Зал і його експозиції відвідують високі гості при огляді бібліотеки і університету. Зрідка тут проходять урочисті церемонії; наприклад, в березні 2010 президент Словенії Данило Тюрк вручив в залі Смуглевича орден «За заслуги» Олені Коницькій, відзначивши цим її внесок в популяризацію словенської мови та культури, розвиток словенсько-литовських відносин.

### Загальний читальний зал

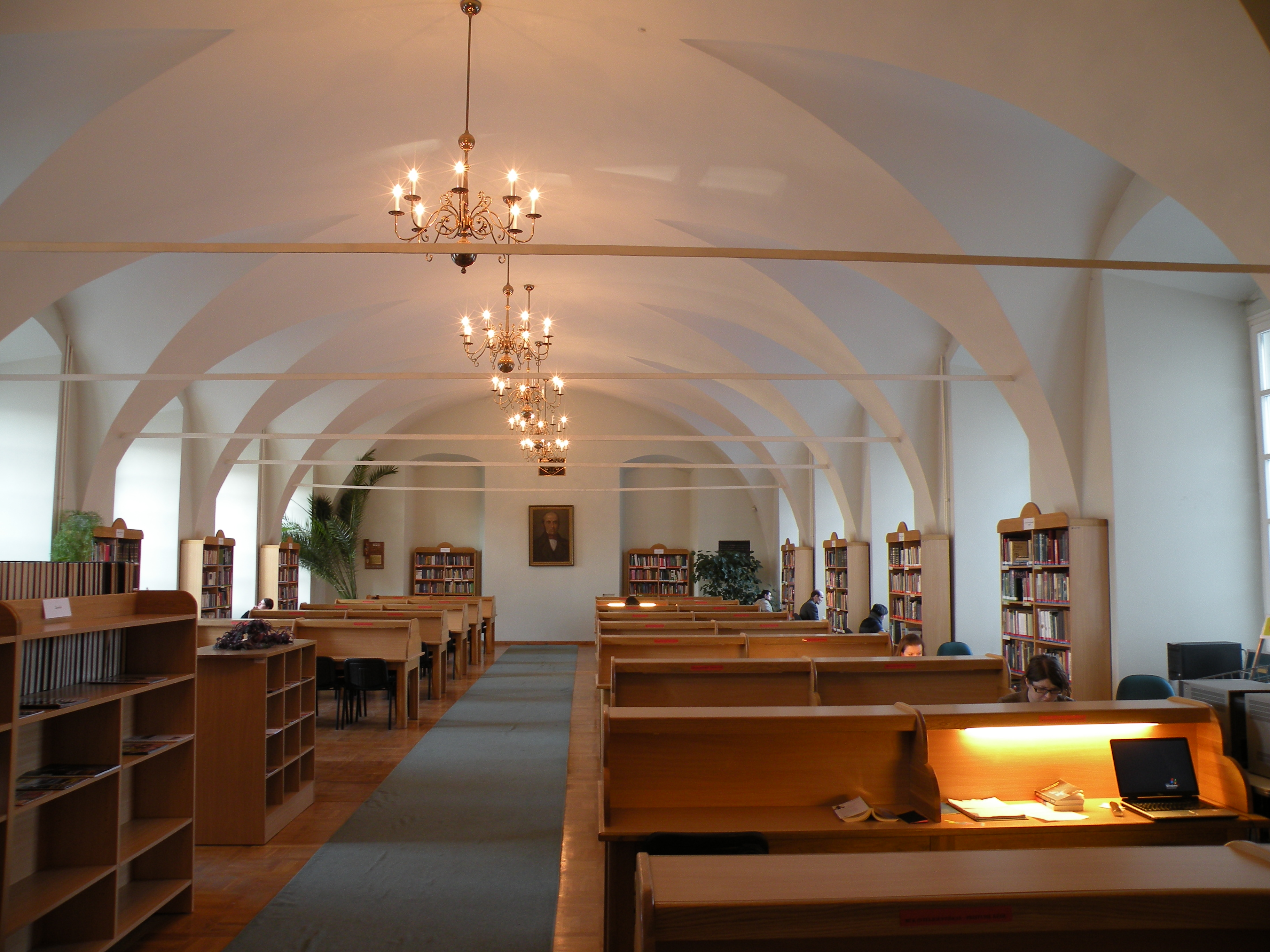
Загальний читальний зал

Над залом Смуглевича на другому етажі розташований однаковий з ним за розміром загальний читальний зал. У ньому за часів академії та університету Товариства Ісуса і Головної школи знаходилася бібліотека. В 1819 році бібліотека була переміщена в нинішню Аулу, а зал був відведений під кабінет мінералогії. В 1855-1865 роках зал належав віленському Музею старожитностей. З 1919 року приміщення знову стало читальним залом Університету Стефана Баторія.
Циліндричні склепіння з люнетами відносяться до початку XVII століття; вони становлять архітектурну цінність залу. За документами відомо, що зал ще в XVIII столітті був прикрашений ліпниною і поліхромним розписом, втраченими при ремонтах і реконструкціях. Портрет Сімонаса Даукантаса на задній стіні залу — копія портрета, що зберігається в Художньому музеї Литви, написаного Яном Зенкевичем в 1850 році.

### Професорський читальний зал

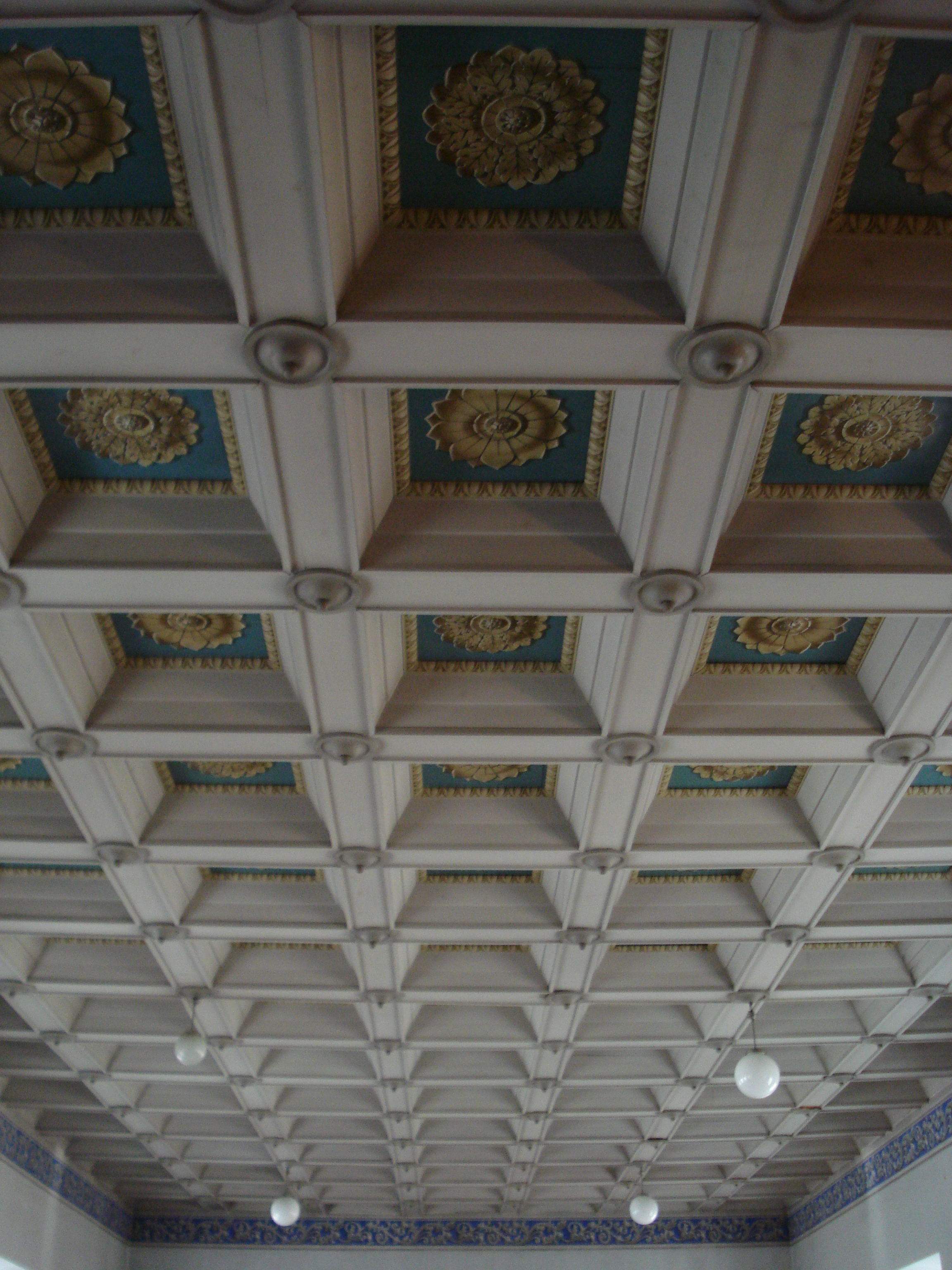
Плафон професорського залу

Професорський читальний зал розташовується на третьому поверсі над залом Смуглевича і загальним читальним залом. Поверх був надбудований в середині XVII століття. В 1806 році його реконструював і пристосував під бібліотеку архітектор Міхал Шульц.

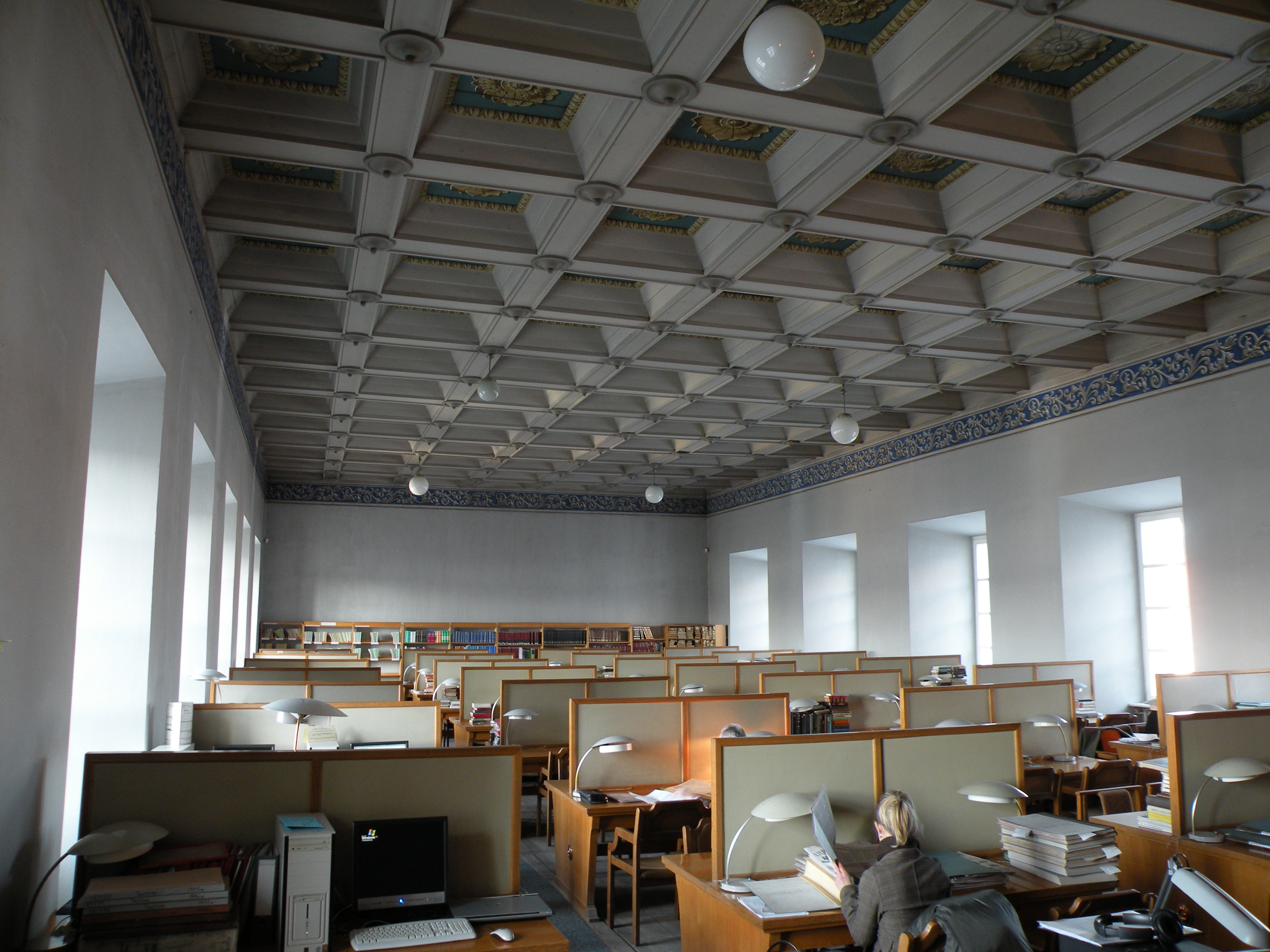
Професорський читальний зал

Пізніше архітектор Кароль Подчашинський створив дерев'яний плафон з глибокими кесонами і орнаментом з листя аканта і розеток. Чіткий ритм рівних ліній, що перетинаються під прямим кутом, разом із суворим і величним стилістичним рішенням плафона відповідає вимогам архітектури класицизму.
При реставрації залу в 1919 році під шаром штукатурки виявили фриз, прикрашений рослинним орнаментом. Його відновив професор Університету Стефана Баторія Фердинанд Рущиц. Початковий сірий колір стін, замінений Рущицем на червоний, був повернений в 1970 році.

### Зал Йоахима Лелевеля

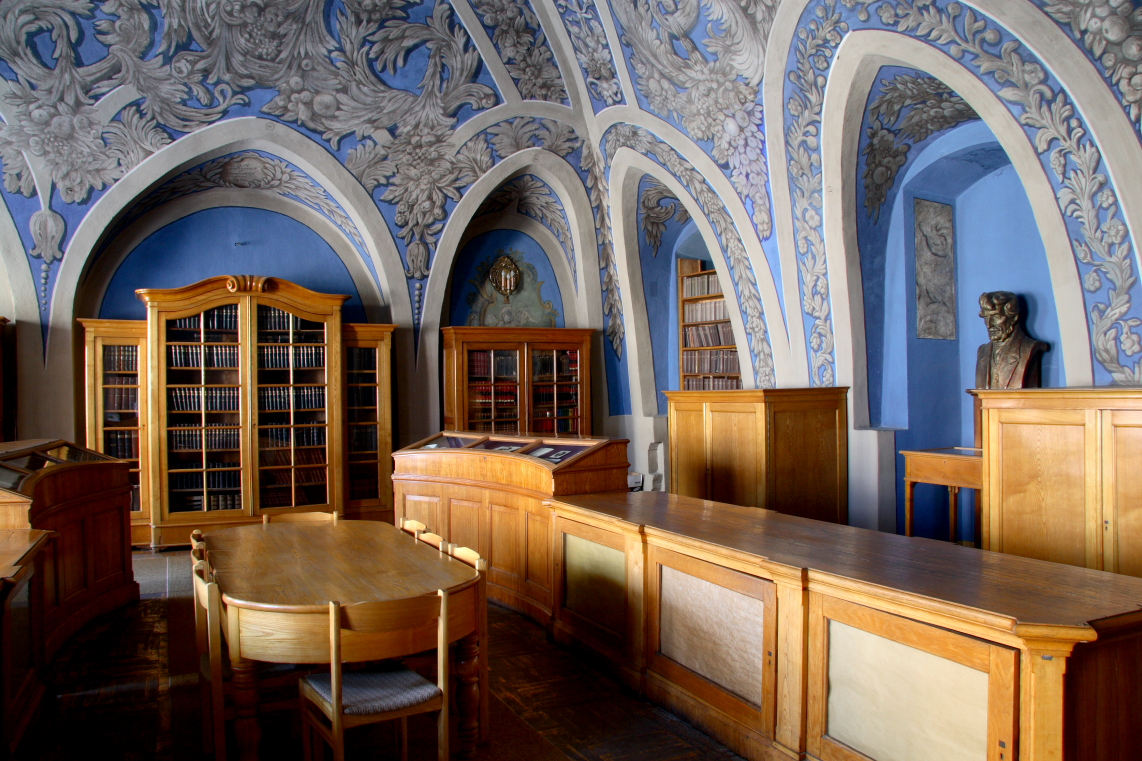
Зал Йоахіма Лелевеля

Зал носить ім'я історика, професора Віленського університету Йоахима Лелевеля. Зал займає відділ бібліографії та інформації бібліотеки і в ньому діє постійна меморіальна експозиція, присвячена Лелевелю. Він знаходиться на третьому поверсі в західному крилі будівлі Великого двору. В середині XVIII століття, ймовірно, за проектом Томаша Жебровського, тут була влаштована каплиця (інакше капела) ордена єзуїтів, яка обіймала також два нижні поверхи. Хрестові склепіння з люнетами прикрашав розписний плафон в гіпсовому бордюрі, який зображав покровителя учнівської молоді святого Станіслава Костку. Близько 1780 року каплиця була розділена на два поверхи. Зал на третьому поверсі використовувався як малювальна студія кафедри образотворчих мистецтв, в якій працював художник Ян Рустем.
В 1852 році зал перейшов у відання Державного архіву. В 1920 році він відійшов до бібліотеки Університету Стефана Баторія. В 1925 році був виявлений прихований нашаруваннями фарби настінний розпис; його у 1930 році реставрував Єжи Хоппен. Після реставрації в зал були перенесені з першого поверху колекції книг і атласів Йоахима Лелевеля. В 1956 році розпис залу підновив художник Б. Мотуза. Відповідність реставрації Хоппена початковому вигляду залу викликає сумніви, оскільки з документів і за виявленими залишками поліхромного розпису випливає, що зал був оформлений у стилі рококо, чужому тому бароко, в стилістиці якого витриманий декор залу після реставрації Хоппена.

### Білий зал

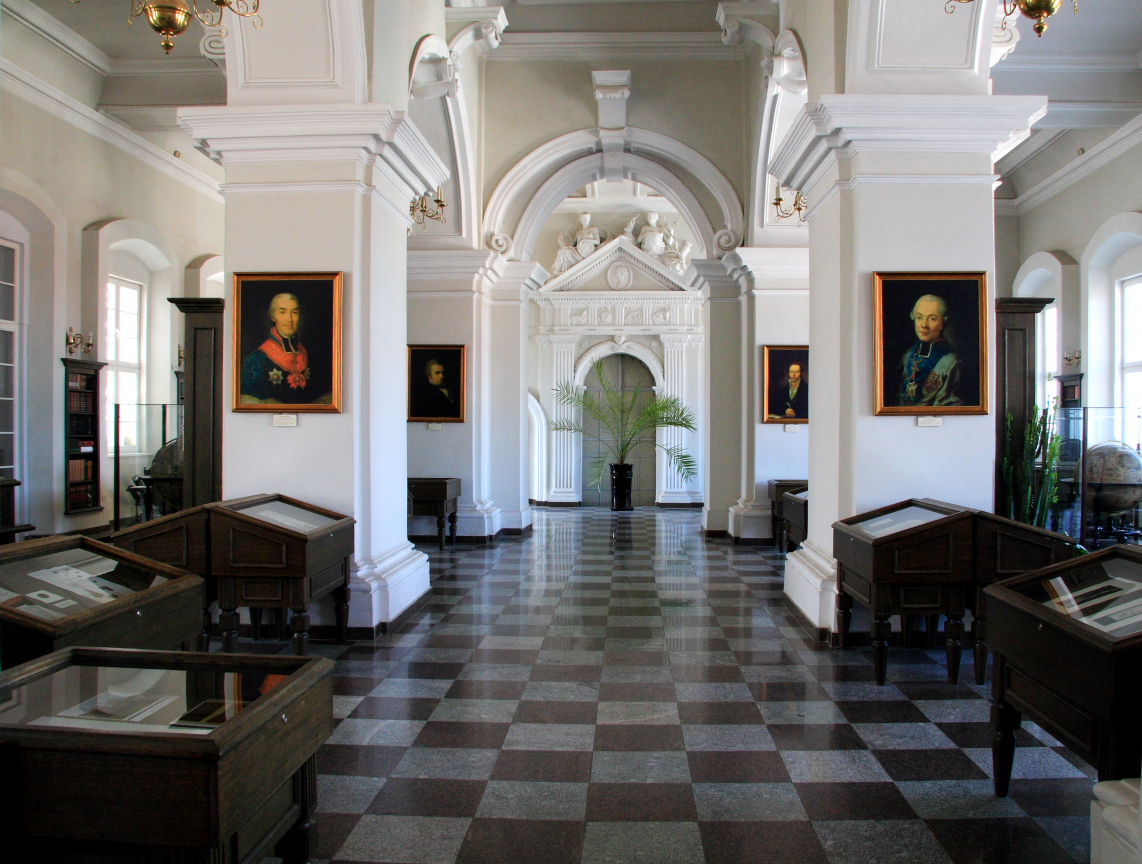
Білий зал

Білий зал розташований на четвертому поверсі в північному крилі центральної будівлі. Він був складовою частиною астрономічної обсерваторії. Її зведення разом з залом було розпочато Томашем Жебровським в 1753 році, закінчено після його смерті послідовником і учнем астрономом Якубом Накционовичем.

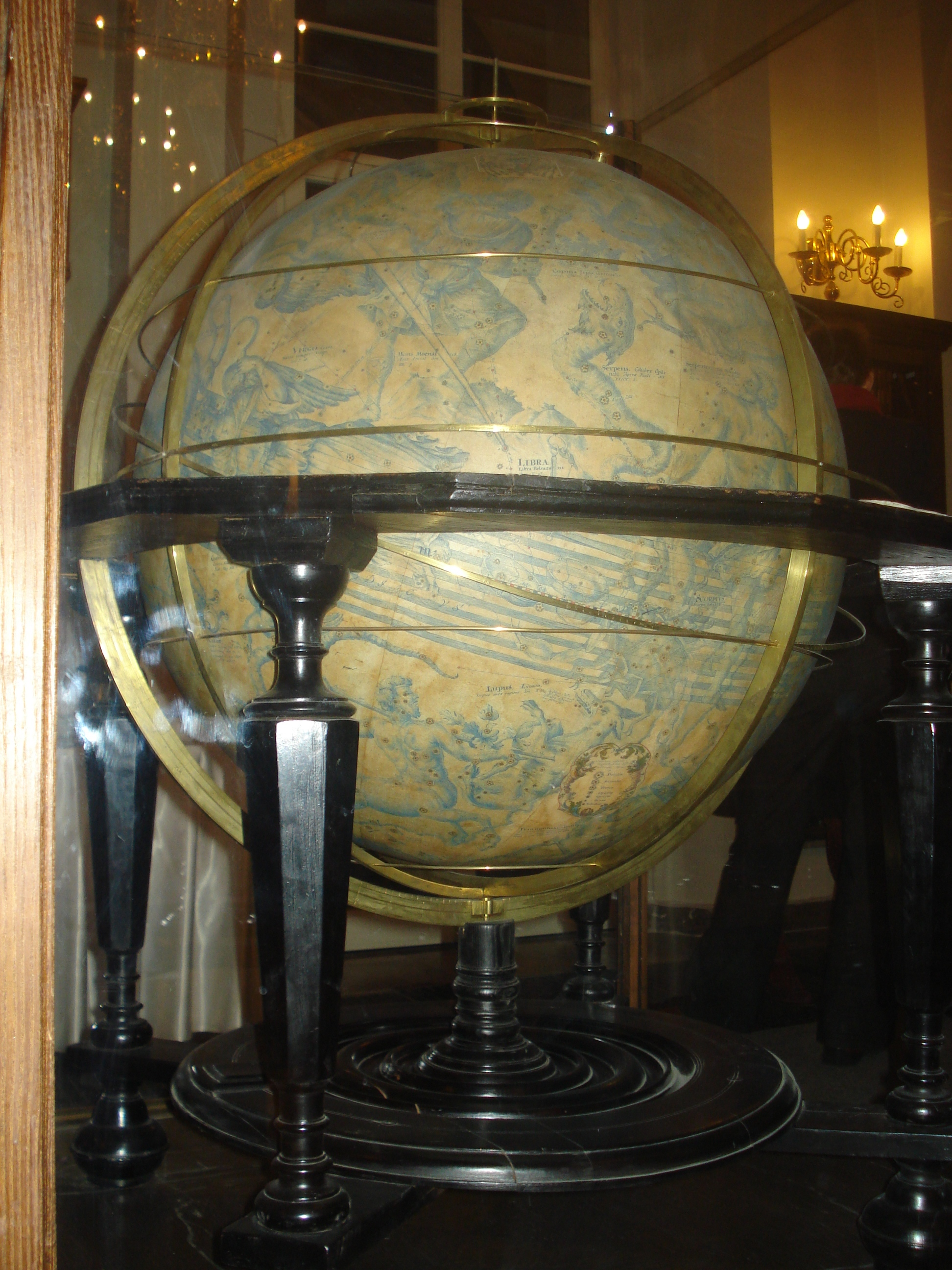
Зоряний глобус, виготовлений в Ельблонзі Йоганном Фрідріхом Ендершом для короля Августа III

Зал ділиться на три частини шістьма масивними бароковими пільєрами, прикрашеними ламаними карнизами складного профілю. Пільєри з'єднуються напівциркульними і напівеліпсоїдними арками. Посередині стелі ще в 1774 році розташовувався отвір у формі еліпса, пізніше замурований; він єднав Білий зал з приміщенням над ним менших розмірів, яке служило продовженням Білого залу і втілювало барочну ідею нескінченності простору.
В 1770-1773 роках інтер'єр був доповнений Карло Скампані. Він прикрасив західну стіну ошатним порталом. Портал цінний як перший зразок раннього класицизму в Вільнюсі, який поєднує класицистську рівновагу компонентів з успадкованою від бароко великою кількістю пишних деталей і символіки. Фронтон порталу підносяться на двох доричних пілястрах. В метопах фризу розмістилися зодіакальні знаки Овна, Рака, Терезів і Козерога. Центр тимпана акцентований медальйоном з портретом короля Станіслава Августа. Над фронтоном алегорична постать Діани тримає портрет покровительки обсерваторії Єлизавети Огінської-Пузини, з іншого боку фігура Уранії тримає зоряний вінець. По обидва боки порталу знаходилися дві фігури Ніки (не збереглися).
Зал реставрувався в 1995-1997 роках за проектом архітектора Алдони Швабускене. В даний час в залі діє читальний зал і проводяться виставки. Зал прикрашають успадковані від астрономічної обсерваторії прилади і глобуси, а також копії портретів ректора Єроніма Стройновського, Адама Міцкевича, Єлизавети Огінської-Пузини та інших видатних професорів університету, його вихованців та покровителів.

### HIC

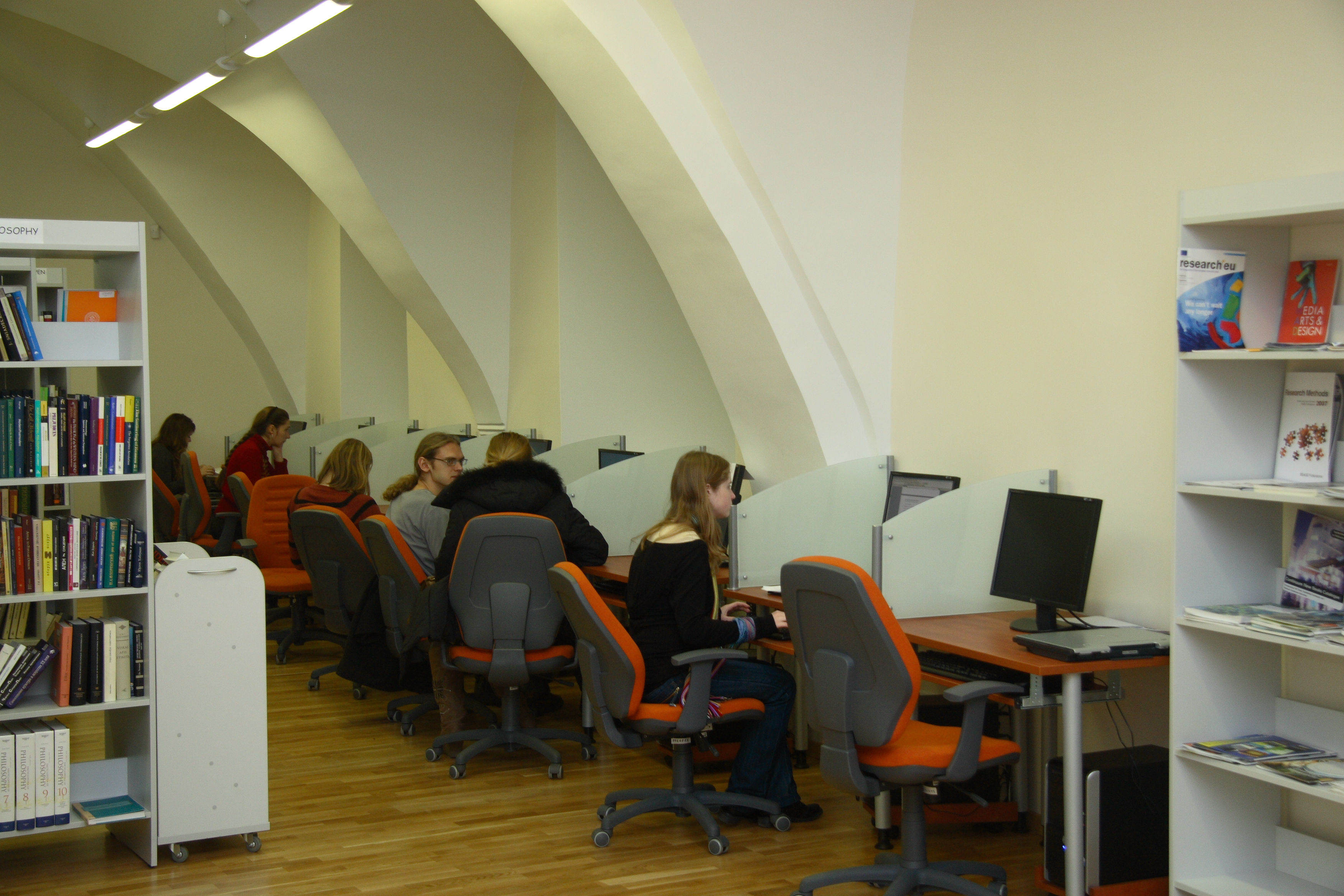
Срібний зал

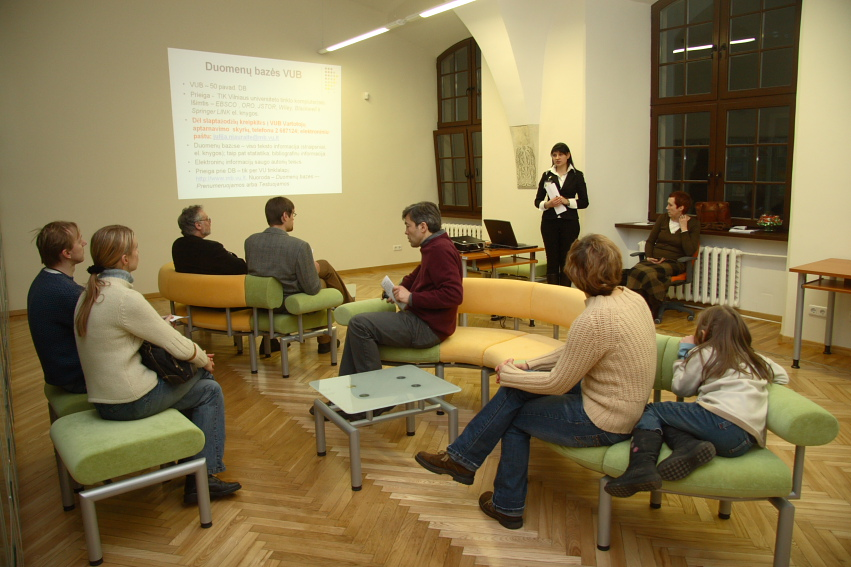
Зелений зал

Читальні зали Інформаційного центру гуманістики (Humanistikos informacijos centras; абревіатура збігається з латинським hic «тут») відкриті 7 вересня 2007 року після ремонтних та інсталяційних робіт. Тут також діють бездротовий інтернет, комп'ютери, ксерокс. Центр складають чотири зали:
- Срібна  — з медіатекою і новітніми сучасними виданнями з гуманістики, енциклопедіями і довідниками з гуманітарних і міждисциплінарним галузей знань у вільному доступі
- Апельсинова  — кімната для семінарів (з можливістю резервації викладачами і студентами)
- Горіхова  — лабораторія інформаційних технологій
- Зелена  — читальний зал періодики з журналами литовською і англійською мовами.